# The Middle (nummer)
The Middle is een nummer uit 2018 van de Duitse dj Zedd, de Amerikaanse zangeres Maren Morris en het Amerikaanse muziekduo Grey.
"The Middle" werd ingezongen door Maren Morris. Er waren eerder al audities gedaan voor het nummer door Demi Lovato, Camila Cabello, Anne-Marie, Carly Rae Jepsen, Tove Lo, Bishop Briggs, Bebe Rexha, Lauren Jauregui, Daya, Charli XCX en Elle King. Maar voor de uiteindelijke versie koos Zedd voor Morris. "The Middle" werd wereldwijd een grote hit. Het haalde de 15e positie in Zedds thuisland Duitsland. In de Nederlandse Top 40 haalde het de 2e positie en in de Vlaamse Ultratop 50 de 8e.